# GS美神 極樂音樂大作戰!!
《GS美神 極樂音樂大作戰!!》（日語：GS美神 極楽音楽大作戦!!）是日本漫畫家椎名高志的漫畫、電視動畫《GS美神》的動畫原聲帶系列專輯。
全2張。1993年7月21日、11月3日全由King Records分別發行。

## 概要
《GS美神 極樂音樂大作戰!!》是同名漫畫原作者椎名高志的漫畫改編電視動畫《GS美神》衍生的動畫原聲帶系列專輯。專輯總共2張，第一張在1993年7月21日發行，第二張在同年11月3日發行。
還有，《GS美神 極樂音樂大作戰!!》的封面插圖則是由同名漫畫的原作者椎名高志親筆繪製。至於專輯收錄的背景音樂（BGM）是由動畫版音樂的負責人佐橋俊彥作曲。

## Vol.1
收錄歌曲
1. GHOST SWEEPER [3:44]
2. It's  Life！ [4:33]
3. GS美神 只今上！ [5:45]
4. 夜乾杯 [2:23]
5. [4:21]
6. [2:01]
7. 幸道 [2:42]
8. Dangerous Game [1:29]
9. ... [2:18]
10. Try my heaven [4:49]
11. 月下群 [1:53]
12. 底現 [1:35]
13. Kiss [2:14]
14. 明日 [1:57]
15. BELIEVE ME [4:02]

## Vol.2
收錄歌曲
1. IT'S DEAD EASY ～GHOST SWEEPER（日语：GS美神 Gorgeous Songs） [3:45]
2. Reflection [0:54]
3. or [2:16]
4. 日給30純朴 [1:51]
5. 乙女式神使 [2:15]
6. [5:24]
7. 迷子Lonely Heart [3:19]
8. [1:39]
9. 真夜中の来訪者 [2:29]
10. [3:59]
11. THELADY [1:51]
12. Just Like a Gambler [3:09]
13. 除 [3:01]
14. DX [3:06]
15. [2:02]
16. BELIEVE ME ～YOU ARE MORE THAN GHOST（日语：GS美神 Gorgeous Songs） [4:02]